# Bildu
Bildu är en baskisk socialdemokratisk och vänsternationalistisk koalition som grundades 2011 inför lokalvalen i Baskien och Navarra. Koalitionen består bland annat av Eusko Alkartasuna, Alternatiba, Herritarron Garaia och Araba Bai. I de provinser fick Bildu sammanlagt mellan 10 och 25 % av rösterna. Bildus språkrör är Pello Urizar, Oskar Matute och Bakartxo Ruiz.